# ヘッドアップディスプレイ

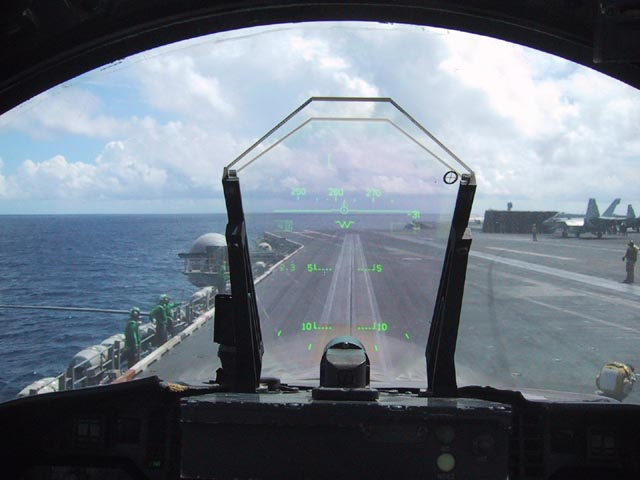
F/A-18CのHUD

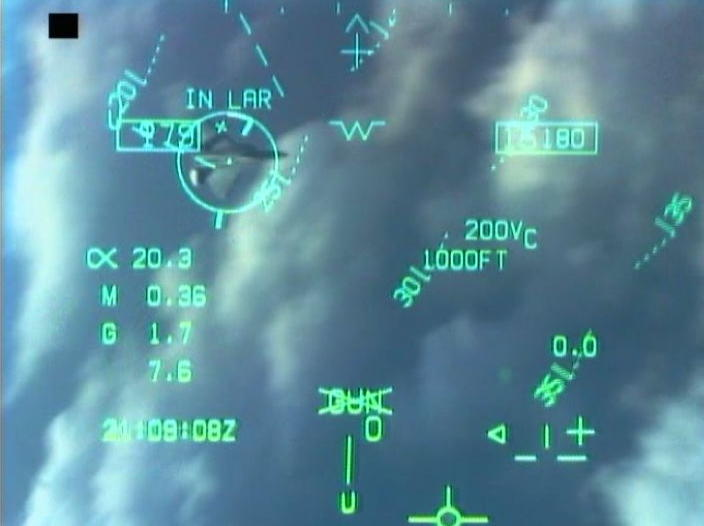
F/A-18のHUDに映し出されたドッグファイトの様子。画面左上を飛ぶF-22に照準環が重ねられている。

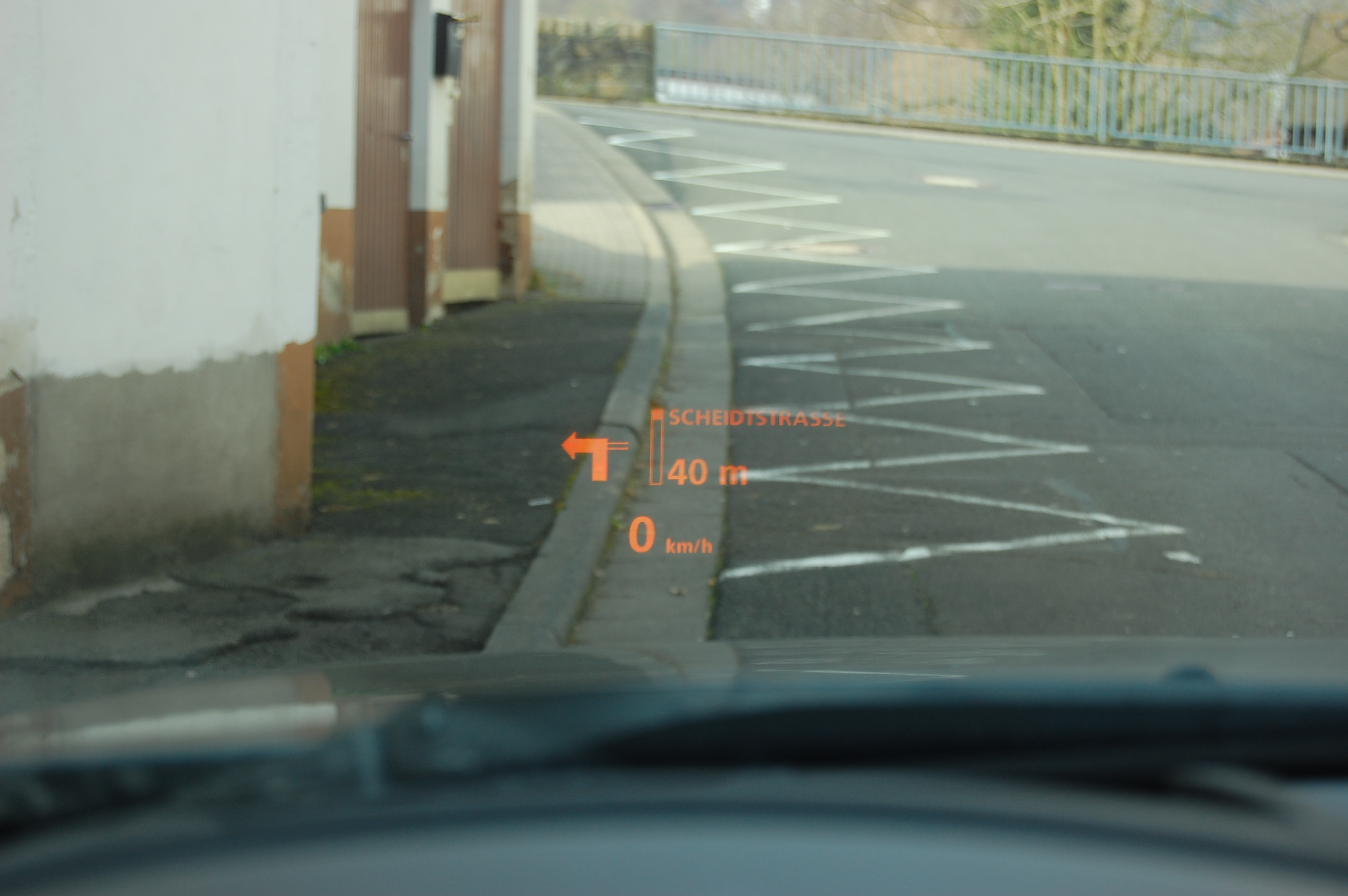
BMW E60

ヘッドアップディスプレイ（英語: Head-Up Display、略称: HUD、ハッド）は、人間の視野に直接情報を映し出す手段である。
この技術は軍事航空分野において開発され、実験的にではあるがさまざまな分野に応用されている。類似のものにヘッドマウンテッドディスプレイ (HMD) がある。
ポーカーのゲームアプリなどには搭載されているスタッツデータもヘッドアップディスプレイ（HUD）と呼ばれているが、その語源となっている。

## 概要
ヘッドアップディスプレイには以下の特徴がある。
- このディスプレイは大きく透明で、情報はヘッドアップディスプレイ利用者の通常の視界と重なって表示される。
- 情報は無限遠の点に結像する。この事により、コンマ数秒程度かかる「焦点を合わせ直す」という生理現象が、ヘッドアップディスプレイ利用者が外界から映像に視点を切り替える際に生じない。

ヘッドアップディスプレイを実現する最も一般的な手段は、透明な光学ガラス素子に画像を投影することである。以前はF-14戦闘機のように、風防に直接映像を投影する機種（改修前のA型など）も存在した。
もともとは、画像を投影する装置はブラウン管 (Cathode Ray Tube, CRT) だった。投影装置として小型ディスプレイの技術が導入されている。小型ディスプレイは液晶ディスプレイ (LCD) 、反射型液晶パネル (LCOS) 、ホログラフィック光学素子などで構成されている。
当初、ヘッドアップディスプレイは戦闘機で導入され、後に低空飛行する軍用ヘリコプターなどにも導入されるようになった。パイロットには自機の速度や進行方向などの重要な情報が重なって見えるようになっており、飛行中に計器盤の計器に視界を切り替えることにより発生する、空間識失調や致命的なミスを防げるようになっている。
大型の輸送機や一部の旅客機などでも使用されている。戦闘機ではヘッドアップディスプレイと同様の情報をヘルメットに直接映し出すヘッドマウンテッドディスプレイ（例えばJHMCSなど）に切り替わってきているが、ヘルメットの重量増加による首への負担増加が懸念されている。
また、銃器のダットサイトの中には、EOTech社やBushnell社のホロサイトなど、ヘッドアップディスプレイと同じ構造の物も登場している。

## 応用
ヘッドアップディスプレイの応用として以下のようなものが実現、或いは提案されている。

### 自動車
フロントガラスに運転者向けの基本的な情報の（無限遠の点に結像するような）画像を提供するもので、既に発売している自動車メーカーもある。
通常は速度計が表示されるが、日本国内において、テレビの映像などを運転中に注視すると道路交通法違反になる（第71条第5号の5）。
日本の乗用車では5代目日産・シルビア（S13系）でメーカーオプション設定したのが初で、この時は速度表示のみだった。続いてトヨタ・クラウンマジェスタが全車標準装備し、速度表示やカーナビゲーションガイド、ナイトビューで使用されているほか、マツダ・アテンザの全グレード、及びマツダ・デミオ、マツダ・CX-3、マツダ・アクセラ、マツダ・CX-5の一部グレード、ホンダ・レジェンドがインテリジェント・ナイトビジョンシステムに使用している。
パイオニアのカーナビ、カロッツェリア・サイバーナビでは、2012年7月からHUD搭載モデルと、単体のHUDを市販していたが、2014年モデルを最後にいったんどちらも販売を終了している。
2017年1月、コニカミノルタは、世界初の車載用3D拡張現実ヘッドアップディスプレイを開発した。コニカミノルタの説明によると、ドライバーの視点が動いても、AR（拡張現実）表示が運転速度も考慮して可変で動き、表示ずれがなくなることで、正確な映像情報を伝えることが可能になる。

### 軍事
F-15以降の戦闘機などに、従来の光学照準器などに代わり装備されている。

### 医療
医師に対してX線やCTスキャンの映像を患者と重ね合わせて表示する。これにより、通常は見ることができない体の構造を見ることができるようになる。

### コンピュータゲーム
コンピュータゲームでは画面に重ねて表示される情報を「HUD表示」という（なお、ヘッドマウンテッドディスプレイ内での表示のことも便宜上としてこう呼ぶことがある）。また、通常のゲーム画面にプレイヤーキャラクターの体力、弾薬残量、地図、点数などいろいろな情報を重ねて表示する目的で、ヘッドアップディスプレイが利用されている。ただ、無限遠の前方を注視しつつ各種状態表示を同時に見るためのヘッドアップディスプレイなので、これを通常のコンピューターディスプレイに用いてもあまり意味がない。なお、ディスプレイの呼称については「ヘッドマウンテッドディスプレイ」との混同も一部で見られる。